# Cantón Daule
Cantón Daule är en kanton i Ecuador.   Den ligger i provinsen Guayas, i den västra delen av landet, 240 km sydväst om huvudstaden Quito. Antalet invånare är 120 326. Arean är 475 kvadratkilometer.
Terrängen i Cantón Daule är huvudsakligen platt, men åt sydväst är den kuperad.